# Hjulströms diagram

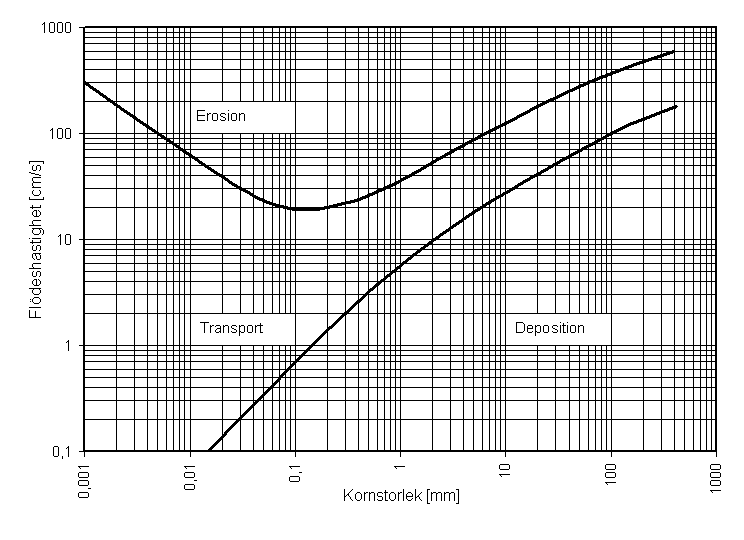
Hjulströms diagram.
Exempel a: I ett vattendrag som har en flödeshastighet på 30 cm/s kommer partiklar som ligger på botten med en storlek mellan 0,03 mm och 0,8 mm att följa med vattnet. Alla partiklar under 11 mm kommer att fortsätta med vattnet, om de redan är i rörelse, och partiklar större än 11 mm kommer att sjunka till botten.
Exempel b: Ett siltkorn med storleken 0,02 mm behöver en vattenhastighet på ungefär 0,15 cm/s för att hållas i rörelse, och hela 40 cm/s för att erodera.

Hjulströms diagram är ett diagram som inom hydrologin kan användas för att avgöra om sediment transporteras, eroderas eller deponeras i strömmande vatten. Diagrammet tar hänsyn till kornstorlek och vattnets flödeshastighet. 
Upphovsmannen, Filip Hjulström, (1902-1982) som var professor i geografi vid Uppsala universitet presenterade diagrammet 1935 i sin avhandling Studies of the morphological activity of rivers as illustrated by the river Fyris.
Diagrammet är dubbellogaritmiskt, både x-axeln och y-axeln har logaritmisk skala. På y-axeln finns vattnets flödeshastighet i centimeter per sekund, cm/s. På x-axeln finns kornstorleken hos partiklarna i millimeter, mm. I diagrammet finns två kurvor. Den översta kurvan beskriver gränsen mellan erosion av bottensedimenten och transport. Den understa kurvan beskriver gränsen mellan transport och sedimentation. I den övre kurvan kan man se att partiklar kring 0,1 mm i storlek har lättast att erodera. Detta beror på att de har liten massa, men är inte tillräckligt små för att vidhäftning mellan kornen, kohesion ska ha någon större betydelse.  